# Angelo De Martini
Angelo De Martini (24 de janeiro de 1897 — 17 de agosto de 1979) foi um ciclista italiano e campeão olímpico em ciclismo de pista.

## Carreira olímpica
De Martini participou nos Jogos Olímpicos de 1924 em Paris, na França, onde conquistou a medalha de ouro na prova de perseguição por equipes, juntamente com Alfredo Dinale, Francesco Zucchetti e Aurelio Menegazzi. Nos 50 quilômetros, foi o quarto. Tornou-se um ciclista profissional em 1928 e competiu até o ano de 1932.